# Grow a Garden
Grow a Garden est un jeu vidéo multijoueur de simulation agricole de type idle game, gratuit, publié sur Roblox le 26 mars 2025.
. Il attire largement l’attention en raison de ses records de connexions simultanées (CCU), avec au moins 21,9 millions de joueurs en ligne le 19 juillet 2025. Parmi les pics de CCU précédents, on note 21,3 millions le 21 juin, jour de sa « mise à jour d’été », ainsi que plus de 5 millions le 17 mai ces événement animé par l'administrateur jandel un peu considerer comme le createur du jeu se passe tout les samedi a 16h mais il est conseille d'etre connecté a 15h chiffre qui dépasse alors le précédent record pour un jeu Roblox. Ce nombre, s’il est exact, constitue le plus haut taux de connexions simultanées jamais enregistré dans l’histoire du jeu vidéo, dépassant le record de 15,3 millions établi par Fortnite. Le jeu appartient conjointement à son développeur d’origine et à Splitting Point Studios une équipe dirigée par Janzen Madsen, tandis que Do Big Studios détient une part minoritaire.

## Système de jeu
Grow a Garden est un jeu de type idle sur le thème de l’agriculture. Le joueur commence avec une parcelle de terrain vide, située parmi les terres agricoles d'autres joueurs, ainsi qu'une petite somme de monnaie virtuelle appelée « Sheckles » (¢), permettant d’acheter des graines de carottes. En plantant et en récoltant des cultures qui continuent à pousser même lorsque le joueur est hors ligne, il peut accumuler davantage de « Sheckles » pour acquérir des graines de plantes de plus en plus exotiques,. Les graines peuvent être temporairement en rupture de stock, et des objets exclusifs sont proposés chaque semaine ; les joueurs doivent être connectés pour les obtenir, ce qui contribue à renforcer la fidélisation,. Afin de suivre le rythme des événements hebdomadaires, deux équipes sont spécialement dédiées au développement de ces contenus.
Les joueurs peuvent obtenir des animaux de compagnie, comme des singes ou les « Bizzy Bees », en ouvrant des Loot box. La monnaie premium intégrée à Roblox, le « Robux », permet d’accélérer les temps d’attente et d’accéder à des avantages supplémentaires. Le Robux peut également être utilisé pour voler les cultures d’autres joueurs. L’esthétique du jeu se caractérise par des textures en relief, rappelant le style des anciens jeux Roblox.

## Histoire et popularité
Le jeu est créé par un adolescent anonyme de 16 ans, connu sous le pseudonyme de « BMWLux »,. En avril, alors que le jeu comptait encore environ 1 000 utilisateurs connectés simultanément, le studio Splitting Point de Jandel en acquiert une part. Selon Jandel, le développeur d’origine détient « 50 % du jeu », et la première version aurait été développée en seulement trois jours. Par la suite, l’entreprise Do Big Studios, spécialisée dans le développement de jeux Roblox et basée en Floride, obtient une part minoritaire,. Do Big Studios fait l’objet de critiques en raison d’une monétisation jugée excessive du jeu,. Roblox classe Grow a Garden parmi les jeux les plus rentables de la plateforme, bien que Jandel ait refusé d’en divulguer les chiffres exacts.
Le 18 mai, le jeu publie sa mise à jour « Blood Moon », battant le précédent record de connexions simultanées pour un jeu Roblox, jusque-là détenu par Blox Fruits. Lors du lancement de l’événement « Bizzy Bees » le 31 mai, le jeu atteint un pic de plus de 11,7 millions de joueurs connectés simultanément, selon RoMonitor,. Le 14 juin, avec la mise à jour de l’événement « Working Bees », Grow a Garden franchit la barre des 16 millions de connexions simultanées,, dépassant ainsi le record de Fortnite établi en décembre 2020 avec 15,3 millions de joueurs. Par ailleurs, le jeu surpasse à plusieurs reprises les pics de connexions simultanées des titres les plus joués sur Steam, tels que PUBG: Battlegrounds et Counter-Strike 2,. Le 21 juin, la « mise à jour d’été » introduit de nouvelles graines, des objets cosmétiques et des événements inédits, et entraîne un nouveau record de fréquentation avec 21 millions de joueurs connectés en même temps.
Au 25 juin, le jeu comptabilise plus de 10 milliards de visites et environ 4 millions de favoris,. Grow a Garden devient ainsi le jeu Roblox ayant atteint le plus rapidement le milliard de visites. D’après Jandel, environ 35 % des joueurs ont moins de 13 ans. Une réplique non officielle du jeu est également accessible sous forme de carte « Fortnite Creative ». Le record de connexions simultanées du jeu, s’il est confirmé, constituerait le plus élevé jamais enregistré dans l’histoire du jeu vidéo, surpassant celui précédemment établi par Fortnite,.
Au 25 juin, le jeu enregistre une moyenne légèrement inférieure à 3 millions de connexions simultanées. Des inquiétudes émergent quant à la possible présence de comptes automatisés parmi les joueurs de Grow a Garden. Roblox rejette cette hypothèse, déclarant que « notre analyse préliminaire confirme une popularité authentique, sans inflation artificielle, ce qui valide une croissance réellement portée par la communauté ». Lorsque le jeu atteint les 5 millions de connexions simultanées, la société d’investissement TD Cowen avance que des activités frauduleuses impliquant des bots auraient artificiellement accru la visibilité du jeu dans l’algorithme de recommandation de Roblox. Elle évoque notamment une « hausse soudaine » du taux de création de comptes aux Philippines et en Indonésie. Ces allégations sont toutefois retirées par la suite, bien que la société maintienne l’existence de cette hausse,,.
Certains objets du jeu ne sont disponibles que durant une période limitée lors des mises à jour, ce qui pourrait inciter certains acteurs malveillants à recourir à des bots pour les obtenir. De nombreux joueurs proposent également d’échanger des objets rares contre de l’argent réel via des canaux non officiels tels qu’eBay ou Discord une pratique interdite par les conditions d’utilisation de Roblox.
Des publications financières telles qu’Investor's Business Daily, Barron's et Motley Fool attribuent en partie la récente hausse du cours de l’action Roblox, notamment une croissance de 21 % en juin, à la popularité soudaine de Grow a Garden,,.
Pour la mise à jour « Corruption Update » du 26 juillet, Jandel organise un événement spécial mettant en vedette le joueur de football américain Travis Kelce.

## Réception
Nicole Carpenter, écrivant pour Game File, qualifie Grow a Garden de « FarmVille de la nouvelle génération », tout en soulignant sa simplicité. Ted Litchfield, de PC Gamer, remarque qu’en tant qu’observateur extérieur, « Il y a une dissonance cognitive à découvrir qu’il est bien plus populaire que n’importe quel jeu que j’ai couvert ou auquel j’ai joué ». Zack Zwiezen, de Kotaku, commente que le jeu ressemble davantage à un prototype qu’à un produit finalisé.
Le site PCGamesN le classe parmi les meilleurs jeux Roblox de 2025, tout en notant qu’il s’agit« d’un jeu AFK assez classique », bien qu’il semble être « irrésistible pour des millions de joueurs Roblox ». Kieran Press-Reynolds, dans The New York Times, observe que « le contenu long est presque inexistant par rapport au succès du jeu [...] il ne s’agit que de vidéos courtes ».